# Wilhelm Franke (Schriftsteller)

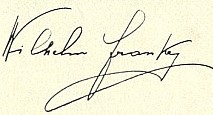
Signatur von Wilhelm Franke

Wilhelm Franke (geboren 28. Mai 1901 in Wien, Österreich-Ungarn; gestorben 24. Februar 1979 ebenda) war ein österreichischer Lehrer und Schriftsteller.

## Leben

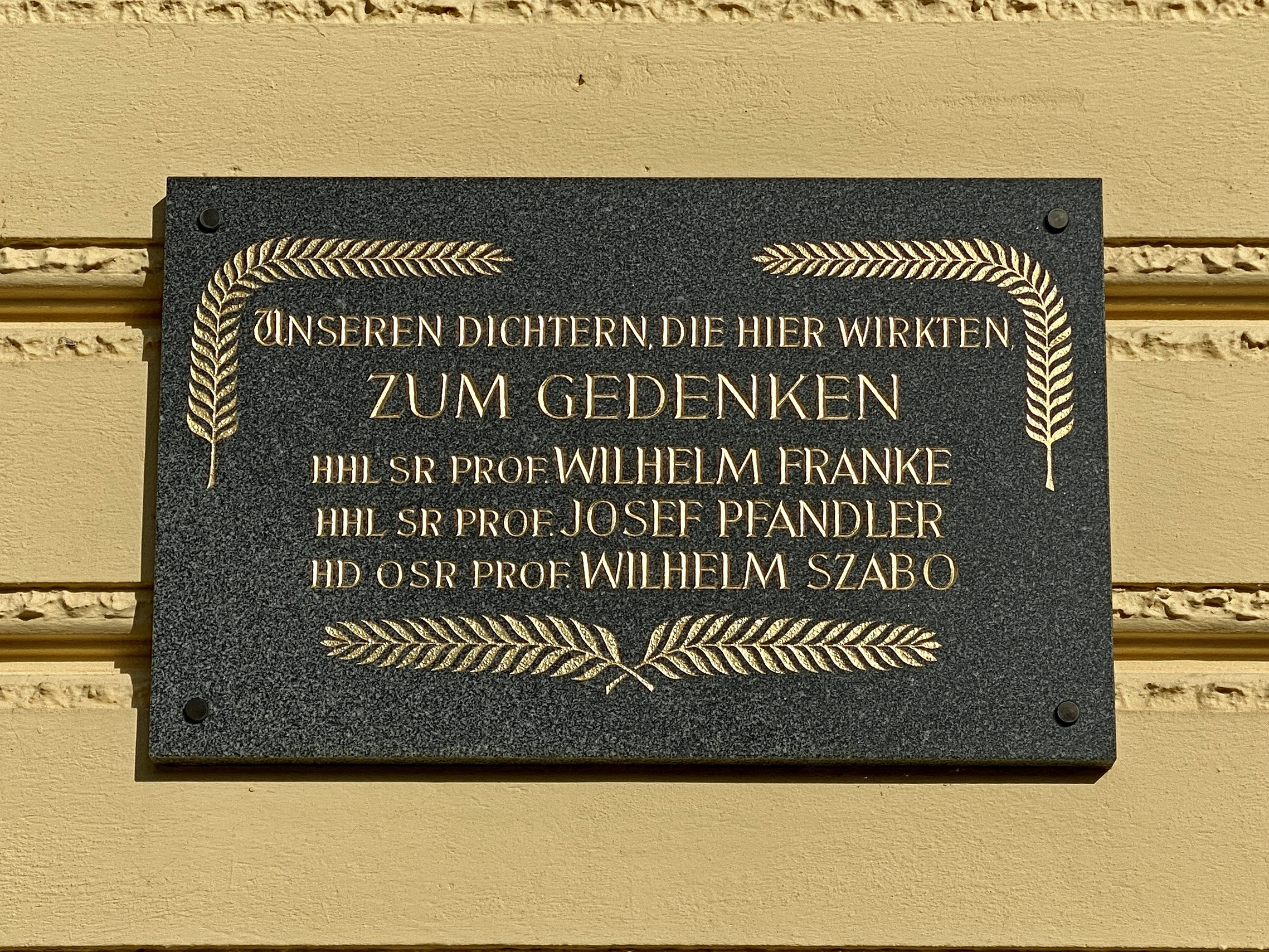
Gedenktafel für die Dichter Wilhelm Franke, Josef Pfandler und Wilhelm Szabo an der Hauptschule in Gmünd

Wilhelm Franke besuchte die Lehrerbildungsanstalt St. Pölten, wo er Schüler des Germanisten und Historikers Heinrich Raab war. Er begann als Hauptschullehrer in Litschau im Waldviertel zu arbeiten und war später in Gmünd tätig. Nach seiner Pensionierung lebte er in Wien. Der Bildhauer Andreas Urteil war sein Schwiegersohn. 
Franke schrieb Prosa und Lyrik. 1933 erschien sein erster Lyrikband Wirrnis und Weg. Seine Lyrik befasste sich mit dem Leben in den niederösterreichischen Dörfern. Für den Gedichtband Wanderer im Waldland erhielt er 1938 den Julius-Reich-Preis.  
Richard Maux vertonte einige Gedichte.

## Werke (Auswahl)
- Wirrnis und Weg. Wien: Krystall, 1933
- Wanderer im Waldland. Wien: Krystall, 1938
- In dunklen Wäldern, auf silbernen Strassen. Reichenberg: Kraus, 1939
- Erich, der Steinmetz. Roman. Wie : Amandus, 1947
- Unter den wandernden Wolken. Gedichte. Wien: Kremayr & Scheriau, 1955
- Menschen am Wegesrand. Erzählungen. Krems a. d. Donau: Faber, 1956
- Kinder, Künstler, Wanderleute. Bilder Oskar Matulla. Wien: Amandus-Verl., 1959
- Kleine Leute von der grünen Grenze. Erzählungen. Krems: Buchgemeinschaft Heimatland, 1960
- Mit wenigen Strichen. Ein Skizzenbuch. Krems/Donau: Heimatland-Verl., 1965